# 奈特島
奈特島（英語：Knight Island）是南極洲的島嶼，屬於威廉群島中沃沃曼斯群島的一部分，長3公里，處於里夫島以西2公里，在1950年被繪入阿根廷地圖，現時由南極條約體系管理。